# Runenstein U 489

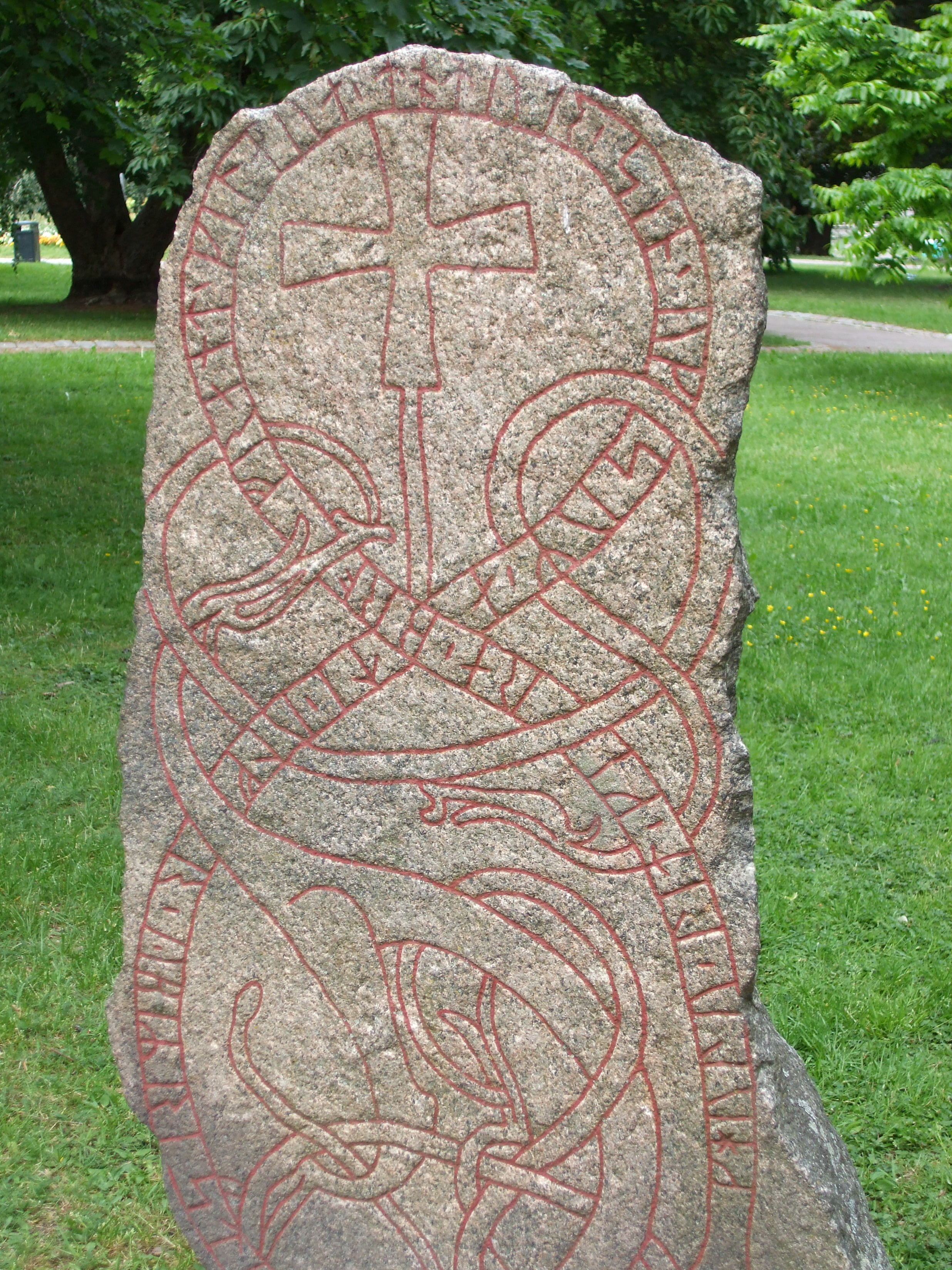
Runenstein U 489

Der 1,5 Meter hohe Runenstein U 489 in Uppsala in Uppland in Schweden stammt ursprünglich von Mora in Lagga. Er wurde 1729 von Olaf Celsius dem Älteren (1670–1756) nach Uppsala geholt. 1867 wurde der auch „Laggasten“ genannte Runenstein mit den Steinen U 896 und U 1011 zur Weltausstellung nach Paris geschickt.
Er hat eine Ornamentik im Urnesstil mit einem Schlangenband, das eine wohlgeformte Acht bildet. Über dem Zentrum befindet sich ein christliches Stabkreuz. Der Stein wurde vom Runenmeister Öpir geschnitzt.
Die Inschrift lautet: „Gu(i)llög ließ diese Brücke machen für die Seele ihrer Tochter Gillög, die Ulf zur Ehefrau hatte. Öpir ritzte (die Runen).“
Das Bauen einer Brücke wird in Runentexten relativ oft erwähnt. Ungewöhnlich ist allerdings, dass ein Runenstein von einer Frau zum Gedenken an eine Frau errichtet wurde. Gillögs Ehemann Ulf war vermutlich schon tot, so dass er die Gedenkhandlungen nicht mehr vornehmen konnte.
Der Stein befindet sich zusammen mit weiteren Runensteinen, einem modernen Runenstein sowie der Betonkopie einer bronzezeitlichen Schiffsritzung hinter dem Gustavianum im Universitetsparken (Universitätspark).